# Wolfgang Hartmann

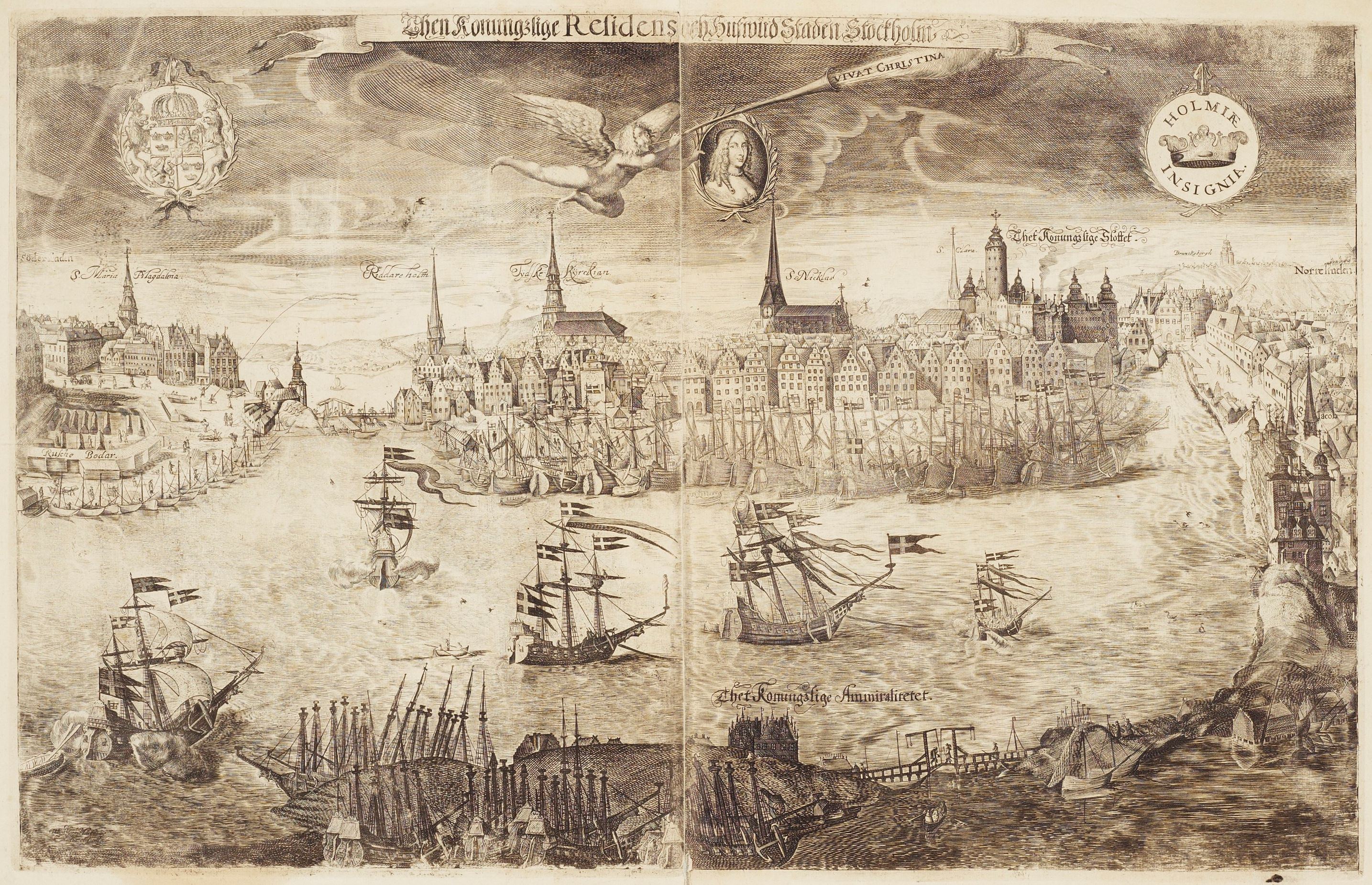
Hartmans kopparstick över Stockholm till drottning Kristinas kröning 1650.

Wolfgang Hartmann (även stavat Wolffgang Hartmann), född före 1606 möjligtvis i Danzig, död omkring 1663 i Stockholm, var en tysk kopparstickare.
Hartmann inflyttade omkring 1644 till Sverige, närmast från Riga och Rostock, och utförde här porträtt av bland andra drottning Kristina och Karl X Gustav, en stor utsikt av Stockholm samt illustrationer, bland annat för Keysers vapenbok.